# SoCal Val
Paige Nicole Mayo, meglio conosciuta con il ring name SoCal Val (Beverly Hills, 27 marzo 1986), è una modella, annunciatrice, intervistatrice e manager di wrestling statunitense, nota per i suoi trascorsi nella Total Nonstop Action tra il 2006 e il 2013.

## Carriera

### Circuito indipendente (2002–2005)
Nel 2001, all'età di soli quindici anni, Paige Nicole Mayo venne introdotta da un promoter nel mondo wrestling per diventare una manager o un'annunciatrice.
Nel marzo del 2002 debuttò nella Golden State Championship, federazione appartenente al circuito indipendente californiano, come assistente di Pinoy Boy. Nel corso del 2003 apparve in molte manifestazioni nel sud della California, dove assunse la gimmick di SoCal Val, una ragazza benestante e viziata.
Il 19 marzo 2005, durante uno show della Southern Championship Wrestling, fece il suo esordio in un match ufficiale, vincendo un Six-person mixed tag team match contro Josh Rich, Leon Scott e Tiziana in squadra con Chasyn Rance e Mister Saint Laurent.

### World Wrestling Entertainment (2005)
Nella puntata di SmackDown! del 17 marzo 2005 SoCal Val fece la sua prima ed unica apparizione nella World Wrestling Entertainment, recitando in un siparietto nel backstage insieme a Luther Reigns.

### Total Nonstop Action (2006–2013)
Nel 2006 SoCal Val firmò un contratto con la Total Nonstop Action, svolgendo il ruolo di intervistatrice. Nella puntata del 14 dicembre venne trascinata all'interno del ring da Kurt Angle, con la minaccia di rompergli una caviglia, fino a quando Jim Cornette non gli chiese di lasciarla. L'8 marzo 2007 fu attaccata da Abyss.
Nel corso del 2008 divenne protagonista di una storyline in cui era la fidanzata di Jay Lethal (kayfabe), con il conseguente ingelosimento di Sonjay Dutt. L'8 giugno, a Slammiversary, SoCal Val e Lethal si sarebbero dovuti sposare ma il matrimonio fu interrotto da Dutt (kayfabe). Il 14 settembre, a No Surrender, effettuò un turn-heel, aiutando Dutt a vincere il suo match contro Lethal attaccando quest'ultimo con un colpo basso. Il 20 febbraio 2009, in seguito al licenziamento di Dutt, SoCal Val tornò a vestire i panni di intervistatrice (legit).
Il 22 agosto 2013 SoCal Val annunciò di aver rescisso il suo contratto con la TNA (legit).

### Shine Wrestling (2014–2016)
Il 22 agosto 2014 SoCal Val partecipò all'evento Shine 21 della Shine Wrestling. Il 10 ottobre, a Shine 22, si stabilì come manager di una stable composta da Jayme Jameson, Marti Belle e Nevaeh, le quali sconfissero Kellie Skater, Leva Bates e Mia Yim.

### World of Sport Wrestling (2018)
Il 28 luglio 2018 SoCal Val fu l'annunciatrice del primo show televisivo della World of Sport Wrestling.

## Altre attività
Nel febbraio del 2009 è stata ripresa nel trailer del videogioco F.E.A.R. 2: Project Origin, dove vestiva i panni di un'infermiera.

## Nel wrestling

### Mosse finali
- Slap[5]

### Wrestler assistiti
- Billy Fives[3]
- Bobcat[3]
- Claudio Castagnoli
- Danny Doring[3]
- Francine[3]
- Kaz[3]
- Jay Lethal
- Caleb Konley
- Jazz[3]
- Jeff Morrison
- Kenny King
- Lacey
- Phil Davis[4]
- Pinoy Boy
- Prince Iaukea[3]
- Rain
- Sal Rinauro
- Scoot Andrews[4]
- Sean Davis[4]
- Shocker[3]
- Sonjay Dutt
- Steve Corino[3]
- Super Dragon[3]

### Musiche d'ingresso
- Magnify di Dale Oliver[11]